# Rudava (odrůda révy vinné)
Rudava je středně pozdní až pozdní moštová odrůda révy vinné (Vitis vinifera), používaná k výrobě červených vín. Odrůda byla vyšlechtěna na Slovensku v roce 1967, Ing. Dorotou Pospíšilovou, Ph.D. a kolektivem šlechtitelů Výzkumného ústavu vinohradnického Bratislava, křížením odrůd Castets a I-35-9.
Pro velkou heterogenitu znaků potomstva byly dále selektovány dva typy, ze kterých později vzešly sesterské odrůdy Rudava a Torysa, nesoucí jména slovenských řek. Rudava pochází ze semenáče s pracovním názvem CAxTAP 6/28, který byl dále sledován v klonovém potomstvu a ověřován (Polnohospodárske družstvo Strekov, Ondrej Korpás CSc.).
Castets je autochtonní, středně pozdní, modrá moštová odrůda původu Vitis vinifera z francouzského jihozápadu, z départementu Gironde, která se sem údajně měla dostat z podhůří Pyrenejí, či, podle jiné teorie, byla jako semenáček nalezena r. 1870 poblíž lesa u obce Saint-Macaire a namnožena místním vinařem jménem Nicouleau. Každopádně, jméno získala po muži jménem Castets, který se zasloužil o její rozšíření kolem r. 1875. Je pěstována velmi vzácně, roku 1998 na 0,5 ha a mísena do cuvée vín Vin de Pays v okolí města Aveyron severně od Gaillac, její pěstování je připuštěno též v Provence, v AOC Palette a Vins d'Estaing. Odrůda je poměrně odolná, ale vína dává průměrná.
I-35-9 je kříženec odrůd Teinturier x Aleatico x Puchljakovskij, původem z bývalého SSSR.

## Popis
Réva vinná (Vitis vinifera) odrůda Rudava je jednodomá dřevitá pnoucí liána, dorůstající v kultuře až několika metrů. Kmen tloušťky až několik centimetrů je pokryt světlou borkou, která se loupe v pruzích. Úponky révy umožňují této rostlině pnout se po pevných předmětech. Růst je bujný.
List je středně velký až velký, s protáhlým centrálním lalokem, pěti- až sedmilaločnatý se středně hlubokými až hlubokými, vzácněji velmi hlubokými výkroji, které mají oblé dno a většinou jsou otevřené. Řapíkový výkroj je široce otevřený, s oblým až plochým dnem, řapík je narůžovělý, žilnatina listu v oblasti napojení řapíku je průměrně pigmentovaná antokyaniny.
Oboupohlavní pětičetné květy v hroznovitých květenstvích jsou žlutozelené, samosprašné. Plodem jsou malé, okrouhlé, silně ojíněné bobule fialovomodré, tmavomodré až černomodré barvy, jejich dužina je nepříliš intenzívně červeně zabarvená. Hrozny jsou středně velké, kuželovité, často s křidélky, někdy rozvětvené, poměrně kompaktní až volnější.

## Původ a rozšíření
Rudava je moštová odrůda révy vinné (Vitis vinifera). Odrůda byla vyšlechtěna na Slovensku v roce 1967, Ing. Dorotou Pospíšilovou, Ph.D. a kolektivem šlechtitelů Výzkumného ústavu vinohradnického Bratislava, křížením odrůd Castets a I-35-9. V Listině registrovaných odrůd SR je odrůda zapsána od roku 2011, již od roku 2004 je právně chráněná.
Na Slovensku je odrůda pěstována na nevelkých plochách. Ve Státní odrůdové knize České republiky není zapsána, není uvedena ani mezi odrůdami, ze kterých je dovoleno vyrábět zemská vína. V České republice se pěstuje pouze velmi okrajově, na Moravě, kde se lze na místních koštech vzácně setkat s odrůdovými víny.

## Název
Název odrůdy je odvozen od názvu slovenské řeky Rudava, levostranném přítoku řeky Moravy, názvy řek jsou slovenskými šlechtiteli používány pro nové odrůdy révy poměrně často. Šlechtitelské označení odrůdy je CATAP 6/28 nebo též CAxTAP 6/28.

## Pěstování
Réví vyzrává velmi dobře, určitým nedostatkem je tvorba jalových výhonů ze staršího dřeva a husté olistění, doporučuje se proto důsledný podlom a částečné odlistění v zóně hroznů. Odrůda je vhodná spíše pro malopěstitele, pro velkovýrobu je nevýhodou velký objem zelených prací a pracnost v řezu. Raší později, není proto ohrožena jarními mrazíky, poměrně dobře odolává i zimním mrazům, sprchávání je zanedbatelné. Vyžaduje vysoké tvary keřů, V kvalitních polohách poskytuje vyšší kvalitu vín. Plodnost je vysoká, 9–13 (19) t/ha při cukernatosti 19–23 °NM a aciditě 8–12 g/l.

### Fenologie
Rudava raší a kvete středně pozdně, dozrává středně pozdně, začátkem října, na Moravě kolem 10. října.

### Choroby a škůdci
Odolnost vůči plísni révové (Plasmopara viticola) je relativně dobrá, citlivější je odrůda vůči padlí révovému (Uncinula necator). Hrozny na keři nejsou ohrožovány hnilobou.

### Poloha a půdy
Rudava je málo náročná na polohu a půdy, lépe ji vyhovují lehčí, teplé půdy, v hlubokých půdách příliš bujně roste.

## Víno
Poskytuje víno sytě červené, rubínové barvy, harmonické a plné, někdy jemně kabernetového charakteru, ale častěji neutrální, ovocité chuti, vyžadující delší zrání, pokud možno 2–3 roky.

### Multimédia
- Martin Šimek : Encyklopédie všemožnejch odrůd révy vinné z celýho světa s přihlédnutím k těm, co již ouplně vymizely, 2008–2012